# Industry (groupe)
Industry est un groupe de musique, fondé en 1978 par le guitariste et ingénieur du son Andrew Geyer, le batteur Mercury Caronia et le chanteur Seán Kelly sous le patronyme "Industrial Complex". Le son était axé sur une musique électronique expérimentale. Ils réalisent alors sous forme d'EP deux albums peu médiatisés. 

## Histoire
Andrew Geyer quitte le groupe en 1981. Le guitariste Brian Unger, le guitariste/bassiste Rudy Perrone rejoignent alors le groupe, ainsi que Jon Carin qui officiera en tant que nouveau chanteur principal. Ils signent alors sur le label Capitol Records et enregistrent le 3e album du groupe. Sous l'impulsion de Carin qui composera une grande partie des titres avec parfois l'aide de ses partenaires, le son sera cette fois dans la lignée pop/rock teintée de sonorités synthétiques. 
Leur titre single le plus connu reste State Of The Nation, qui les fit connaître dans les charts européens entre 1983 et 1984, suivi par un second single Still Of The Night. S'ensuivra la sortie de leur album commercial "Stranger To Stranger".
Le groupe se dissoudra fin 1984, et Jon Carin commencera une carrière de musicien de studio et scène reconnu au sein du groupe Pink Floyd tandis que Mercury Caronia et Rudy Perronne retrouveront le groupe de rock progressif Cathedral au sein duquel ils avaient joué avant l'aventure Industry.